# Mourgona borgninii
Mourgona borgninii is een slakkensoort uit de familie van de Hermaeidae. De wetenschappelijke naam van de soort is voor het eerst geldig gepubliceerd in 1896 door Trinchese.